# Vicksburg, Mississippi
Vicksburg, Mississippi là một thành phố thuộc quận Warren trong tiểu bang Mississippi, Hoa Kỳ. Thành phố có diện tích  km², dân số theo điều tra năm 2000 của Cục điều tra dân số Hoa Kỳ là 26.407 người.